# 阿弥陀池 (落語)
『阿弥陀池』または『阿弥陀ヶ池』（あみだがいけ）は上方落語の演目。宇井無愁は『あみだ池』のタイトルで紹介しながら、「あみだ池ではオチが舌たらずになる」と記している。これに対して3代目桂米朝は「ネタ裏おもて」（『上方落語ノート』所収）の本演目に触れた章で、『阿弥陀ヶ池』という演題を「間違い」とし、「初代春團治のレコードのラベルに『阿弥陀ヶ池』となっているのがあるため、これが正しいという人もいるようだが、『阿弥陀ヶ池』としたらサゲのネタ割りになるようなものである」と宇井無愁とは正反対の見解を示している。やまだりよこは『阿弥陀池』の表記で「あみだいけ」の読み仮名を付けている。
江戸落語（東京）に『新聞記事』（しんぶんきじ）の演題で移入された。
日露戦争後に上方落語の桂文屋が作り、1906年（明治39年）4月8日の「桂派落語矯風会」で初演。昭和初期に昔々亭桃太郎によって東京に移入される。江戸落語としては桃太郎以外に4代目柳亭痴楽も演じた。
桂文屋が創作した当初の題は『新作和光寺』（しんさくわこうじ）。山本大尉の戦死や、尼僧が未亡人であることなどはこの日露戦争が踏まえられた時事ネタである。このときの初演では前半部のオチである「阿弥陀が行け」のところで、落ち（サゲ）と勘違いした前座が、おもわず下座で太鼓を鳴らしてしまい、文屋が慌てて「ちゃう、ちゃう。まだ続きあンねん」と怒鳴って噺を続けたという。のちに初代桂春団治が現在に伝わるクスグリの多くを加味して得意ネタとしたものが、一般的なものになった。

## あらすじ
ある無学な男が隠居の家に行くと、隠居は新聞を読んでいる。男は新聞のどこが面白いのかと聞くので、隠居は新聞くらい読まないと馬鹿にされるぞと言って、3日前にあったというある事件の話を始める。
別名「阿弥陀池（あみだがいけ）」で知られる大阪の尼寺・和光寺に拳銃を持った泥棒が入った。泥棒は、出くわした尼僧に拳銃を突きつけ脅すが、その尼僧は怯むことなく「我が亡き夫、山本大尉は過ぎし日露の戦いで心臓を敵弾に撃たれ亡くなったため、私を撃つなら同じように心臓を撃て」と堂々と語る。それを聞いて泥棒は銃を下げるどころか平伏し、「私は山本大尉の従卒をしておりました岸本というものです。どうかこの無礼をお許しください」と謝罪する。さらに、その場で拳銃自殺しようとするので、彼女はそれを押し留め、「お前の本性は悪人ではない。これも仏教の輪廻、誰かが行けと教えたのであろう」と尋ねる。すると泥棒は「阿弥陀が行けと申しました」とオチが話され、これが冗談話だとわかる。
真面目な話だと思っていたら冗談だったので怒る男を、隠居は新聞を読まないから簡単に騙されるんだと諭し、別の話をする。これはこの町内の米屋に泥棒が入った話で、抵抗した店の主人の首を切り落とし、それを糠の桶の中に放り込んで逃亡したが、未だに捕まっていないというものであった。この話を聞いたかと問われて、「いや、聞かない」という男に対し、隠居は「そのはずだ。ぬかに首（釘）だ」とこれも冗談であった。
2度も騙され悔しい男は、この話で逆に誰かを騙して鬱憤を晴らしてやろうとし、友人に和光寺の話をする。しかし、うろ覚えで滅茶苦茶な話になり、失敗してしまう。それでも諦めきれず、今度は見知らぬ人の家に入り、こんな事件があったと米屋の話をする。やはり、うろ覚えでところどころ間違え、米屋の若い奉公人が殺された話に変わってしまう。しかし、これを相手が信じ、それはきっと義理の弟（女房の弟）のことに違いないと気が動転し、慌ただしくなる。
これに男は焦り、今のは嘘だと明かすが、相手は激怒する。嘘や冗談でも人が死んだなどという話はするなと叱りつけた上で、「お前一人の知恵じゃないな。誰に行けと言われた」と尋ねられて男は答える。
「阿弥陀が行けと申しました」

## 『新聞記事』
話の筋は「阿弥陀池」と同じであり、無学な男が隠居の家に向かい、次のような事件の話を聞かせられる。
ある天ぷら屋に泥棒が入り、店の主人と泥棒が対峙した緊迫感のある話で、最後に主人は泥棒に刺殺されるが、その泥棒はすぐに警察に逮捕されたと続く。最後にご隠居が「入ったのが天ぷら屋だったからすぐにアゲられたのだ」と結んで、これが冗談話だとわかる。
この冗談話を気に入った熊五郎は、今度は自分がこれを誰かに話したくてたまらない。友人を捕まえ、面白い事件の話しがあったとして語り始めるが、うろ覚えで滅茶苦茶な話しになってしまう。しかも、オチを言おうとしたところ、友人に「天ぷら屋だったからすぐにアゲられたんだろ」と先に言われてしまう。なんだ知ってたのかと落胆する熊五郎に、友人はその話には実は続きがあるとして、天ぷら屋の未亡人が尼僧になった顛末を話す。どうしてだと尋ねる熊五郎に、友人は答える。
「すぐに衣をつけたんだ」